# 清河水库 (宝清)
清河水库是中国黑龙江省双鸭山市宝清县境内的一座水库，位于挠力河支流宝清县上，建于1973年。水库正常库容为1200万立方米，集雨面积为258平方千米，海拔为67米。